# Yuhei Sato
Yuhei Sato (佐藤 優平 Satō Yūhei?, nacido el 29 de octubre de 1990 en Tsuzuki-ku, Yokohama, Kanagawa) es un futbolista japonés que se desempeña como centrocampista.

## Trayectoria

### Clubes
| Club                | País  | Año         |
| ------------------- | ----- | ----------- |
| Yokohama F. Marinos | Japón | 2013 - 2015 |
| Albirex Niigata     | Japón | 2015        |
| Montedio Yamagata   | Japón | 2016 - 2017 |
| Tokyo Verdy         | Japón | 2018 -      |

## Estadística de carrera

### J. League
| Club                | Año   | J. League | J. League | Copa J. League | Copa J. League | Total | Total |
| Club                | Año   | Part.     | Goles     | Part.          | Goles          | Part. | Goles |
| ------------------- | ----- | --------- | --------- | -------------- | -------------- | ----- | ----- |
| Yokohama F. Marinos | 2013  | 11        | 0         | 5              | 1              | 16    | 1     |
| Yokohama F. Marinos | 2014  | 16        | 1         | 0              | 0              | 16    | 1     |
| Yokohama F. Marinos | 2015  | 1         | 0         | 5              | 0              | 6     | 0     |
| Albirex Niigata     | 2015  | 10        | 0         | -              | -              | 10    | 0     |
| Montedio Yamagata   | 2016  | 23        | 1         | -              | -              | 23    | 1     |
| Montedio Yamagata   | 2017  | 20        | 1         | -              | -              | 20    | 1     |
| Total               | Total | 81        | 3         | 10             | 1              | 91    | 3     |